# الدوري النمساوي 1922–23
الدوري النمساوي الممتاز 1922–23 (بالألمانية: Österreichische Fußballmeisterschaft 1922/23)‏ هو الموسم 12 من بوندسليغا النمسا لكرة القدم. أشرف على تنظيمه اتحاد النمسا لكرة القدم، وكان عدد الأندية المشاركة فيه 13، وفاز فيه رابيد فيينا.